# Luther Johnson
Luther Johnson (Itta Bena (Mississippi), 11 april 1939 – 25 december 2022) was een Amerikaanse bluesmuzikant (zang, gitaar).

## Biografie
In zijn jonge jaren in Mississippi waren blues en gospel zijn bepalende muzikale invloeden. Hij hoorde al tijdens deze periode bluesgrootheden als Sonny Boy Williamson II, Robert Nighthawk en Muddy Waters. Zijn eerste gitaar kreeg hij van zijn moeder en zijn neef leerde hem daarop te spelen.
Johnson kwam midden jaren 1950 naar Chicago op een moment dat de West Side gitaarstijl van Magic Sam en Otis Rush werd ontwikkeld. Hier koos hij voor de blues. Tijdens de jaren 1960 speelde hij in de band van Magic Sam en trad hij samen op met verschillende bluesgrootheden als Sunnyland Slim, Bobby Rush, Little Addison, Willie Kent en Jimmy Dawkins. Van 1972 tot 1980 was hij lid van de band van Muddy Waters, hetgeen ook zijn doorbraak bespoedigde. Tijdens een van de tournees met Waters ontstond ook zijn eerste soloalbum Luther's Blues.
In 1980 verliet hij de band van Waters en formeerde hij zijn eigen band The Magic Rockers. Hij verliet ook Chicago en vestigde zich in de buurt van Boston, maar bleef wel trouw aan de westside-stijl, ook toen hij zijn repertoire verplaatste richting jumpblues. Sinds 1980 is hij de frontman van The Magic Rockers, nam hij platen op voor Telarc, Alligator Records en Bullseye Blues en ondernam hij omvangrijke tournees.

## Discografie

### Soloalbums
- 1976: Luther's Blues
- 1984: Doin' the Sugar Too
- 1990: I Want to Groove with You
- 1992: It's Good to Me
- 1994: Country Sugar Papa
- 1996: Slammin' on the West Side
- 1998: Got to Find a Way
- 1999: Live at the Rynborn
- 2001: Talkin' About Soul

### Gastoptredens
- 1967: Otis Spann Blues Is Where It's At
- 1968: Big Mama Thornton Ball n' Chain
- 1970: Otis Spann Cryin' Time
- 1972: Luther 'Snake Boy' Johnson Born in Georgia
- 1975: Luther 'Snake Boy' Johnson Lonesome in My Bedroom
- 1976: Pinetop Perkins Boogie Woogie King
- 1977: Jimmy Johnson Jimmy Johnson & Luther Johnson
- 1983: Big Leon Brooks Let's Go To Town
- 1986: The Nighthawks Backtrack
- 1997: Muddy Waters Tribute Band You Gonna Miss Me (When I'm Dead & Gone)
- 1998: Willie Kent Ghetto
- 1999: Otis Spann Best Of The Vanguard Years
- 2001: Ronnie Earl Ronnie Earl And Friends
- 2002: Pinetop Perkins Pinetop Is Just Top

### Met Muddy Waters
- 1969: Sail On
- 1976: Live in Switzerland
- 1977: Unk In Funk
- 1979: Muddy 'Mississippi' Waters Live
- 1981: King Bee
- 1992: Blues Sky
- 1999: Live Recordings 1965–1973
- 2000: Mojo: Live Collection 1971–76 Muddy Waters Hoochie Coochie Man (2001)
- 2002: Hoochie Coochie Man In Montreal
- 2005: Collection: Had Again/I'm Ready/King Bee

### Verder
- 2003: Martin Scorsese Presents The Blues: Warming By The Devil's Fire, originele soundtrack

- Bibliothèque nationale de France: cb138956898 (data)
- Catàleg d'autoritats de noms i títols de Catalunya: 981058519872206706
- International Standard Name Identifier: 0000 0000 8159 8286
- Library of Congress Control Number: n93054020
- MusicBrainz: c313873b-b84e-4594-8edb-f304586d03b1
- Réseau des bibliothèques de Suisse occidentale: 02-A005951641
- SNAC: w67b9hzm
- Virtual International Authority File: 79792605
- WorldCat: E39PBJm9fJC6pCMwv4CxMy9Yyd